# Aktanyšskij rajon
L'Aktanyšskij rajon, (in russo Актанышский район?, in lingua tatara: Актаныш районы), è un municipal'nyj rajon della Repubblica Autonoma del Tatarstan, in Russia. Istituito nel 1930, occupa una superficie di 2 037,8 chilometri quadrati, conta 28 534 abitanti, è suddiviso in 26 comuni rurali e ha come capoluogo il villaggio di Aktanyš.

## Geografia
La superficie della regione è una pianura ondulata, attraversata da grandi fiumi: la Kama e il suo affluente Belaja. Confina a nord-ovest con il bacino di Nižnekamsk.